# 下赖特
下赖特是德国巴伐利亚州的一个市镇。总面积32.19平方公里，总人口1720人，其中男性880人，女性840人（2011年12月31日），人口密度53人/平方公里。